# تعفن حضنة أمريكي

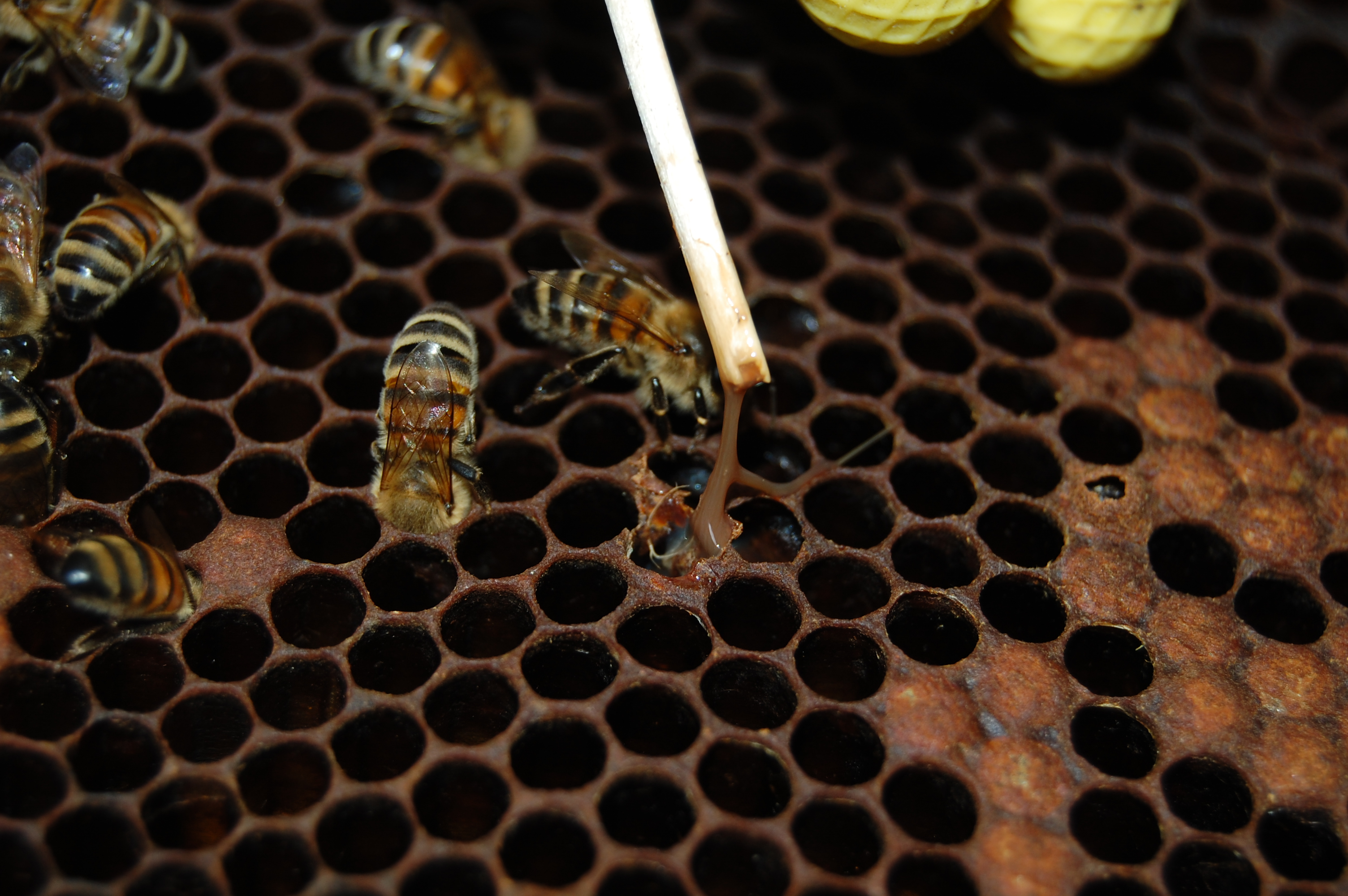
إختبار للتأكد من تعفن الحضنة الأمريكي, ويكن أيضاً التأكد من ذلك عن طريق رؤية الأغطية الشمعية فإذا كانت مسطحة أو مقوسة قليلاً فإن هذا يعني إنها مصابة بتعفن الحضنة

مرض تعفن الحضنة الأمريكي أو مرض الحضنة الأمريكي أو عفان الحضنة الأمريكى (بالإنجليزية Amreican foulbrood) وهو مرض خطير ومعدي لحضنة نحل العسل ويعتبر من أخطر الأمراض التي تصيب الحضنة وتسبب أضراراً فادحة للمناحل بسبب موت الحضنة بعد أن تتغطي عيونها السداسية.
ومن الجدير بالذكر أن هذا المرض تطبق إتجاهه إجراءات مشددة جداً من الحجر الزراعي دولياً
العامل المسبب للمرض هو نوع من البكتيريا يسمي Bacillus Larvae ويدعي بالميكروب السبحي.

## أعراض الإصابة بالمرض
تصاب يرقات الشغالة ياليوم الأول أو الثاني من فقس البيض نتيجة تغديتها بالعسل الملوث بالميكروب السبحي وتعتبر فترة الحضانة لهذا الميكروب ما بين 24 و 28 ساعة بعد هذة المدة ينشط الميكروب ويتكاثر في جسم اليرقة ولكن أعداده وتأثيره لا يصل إلي قتل اليرقة إلا في فترة متقدمة من حياتها وتحديداً في فترة غزل الشرنقة وقد تطول هذة المدة حتي اليوم الثامن من عمر اليرقة وفي حالات نادرة قد يتأخر موتها إلي طور العذراء وفيما يلي علامات الإصابة بالمرض:
1. تظهر الأغطية الشمعية للعيون السداسية غائرة ومثقبة.
2. تخرج عن الطائفة المصابة بعد فتح الغطاء الداخلي لخلية رائحة متعفنة تشبه السمك المتعفن أو رائحة الغراء.
3. يتحول لون اليرقات المصابة من اللون الأبيض الناصع إلى اللون البني ثم تتحول إلي بني غامق فالأسود ثم تتحول إلي كتلة غير منتظمة ويصبح قوامها لزجاً ومطاطاً ثم تجف اليرقة وتتحول إلى قشور تلتصق بقاع العين السداسية.
4. في حالة موت الحضنة في طور العذراء يلاحظ أن خرطومها ممتداً إلى قمة العين السداسية وجراثيم المرض تستطيع تحمل درجة الغليان لمدة عشر دقائق كما إنها تستطيع الحياة فترة طويلة قد تمتد إلي عشر سنين علي قطع شمع بلا عسل أو قطعة قماش ملوثة ولما كان هذا المرض يضعف الطائفة المصابة ويقلل بشدة من عدد أفرادها فإنها تكون عرضة للسرقة من الطوائف القوية وبهذا ينتشر المرض وفي بعض الحالات يقوم المربي باستعمال الفراز لفرز العسل من طوائف مصابة وطوائف سلمية ومن ثم يعيد البراويز بعد الفرز إلي منحله مما يزيد من حدة الإصابة وانتشارها.

وتظهر ميكروبات المرض تحت المجهر مترابطة مع بعضها البعض كالسبحة لذلك يدعي هذة الميكروب بالميكروب السبحي كذلك يكون ذلك سبباً لمط مكونات اليرقة إذا ماغمس فيها عود ثقاب وأخرج منها، وللتأكد من الإصابة بالمرض هناك اختبار يدعي Holst Milk test وخلاصته وضع حليب فرز خالي الدسم ومخفف بنسبة 1 : 0 وحفظ الإنبوب في درجة حرارة 37 درجة مئوية وبعد 15 دقيقة وفي حال وجود جراثيم الميكروب نلاحظ أن المحلول قد أصبح صافياً ذو شفافية ويحدث ذلك نتيجة لتخمر الحليب بفعل الإنزيمات الناتجة عن نمو هذة الجراثيم.

## طرق انتقال العدوى
1. شراء أو استيراد طرود نحل مصابة ونقلها إلي قرب مناحل سليمة.
2. نقل أجزاء الخلية من خلية مصابة إلى طائفة سليمة.
3. تغدية الطوائف بعسل ملوث بجراثيم المرض.
4. حدوث السرقة بين الطوائف السليمة القوية والطوائف المصابة الضعيفة.
5. استعمال أدوات النحال بدون تعقيمها في مناحل مصابة وسليمة.
6. نقل المناحل المصابة إلي المراعي الجديدة.

## الوقاية والعلاج

### طرق الوقاية
1. اتخاد الاحتياطات الكفيلة بعدم وصول ميكروب المرض إلى الطوائف السليمة وذلك بإتباع الطرق العلمية الخاصة بالتربية مرفقة بإجرائات صارمة من الحجر الزراعي علي حدود البلد المستورد وبين مناطقة الداخلية.
2. إجراء التعقيم الدوري للأدوات المستعملة في عمليات الكشف مع عدم شراء طوائف إلا من مصادر موثوقة.
3. عدم استعمال العسل في التغدية ويفضل استعمال المحاليل السكرية.
4. إن أفضل طريقة للوقاية هي حرق الطائفة المصابة.
5. إذا ظهرت بوادر المرض تغدي جميع الطوائف بمحلول سكري يضاف إليه مقدار 5 جم من مركبات السلفا لكل 4 لتر من المحلول.

### طرق العلاج

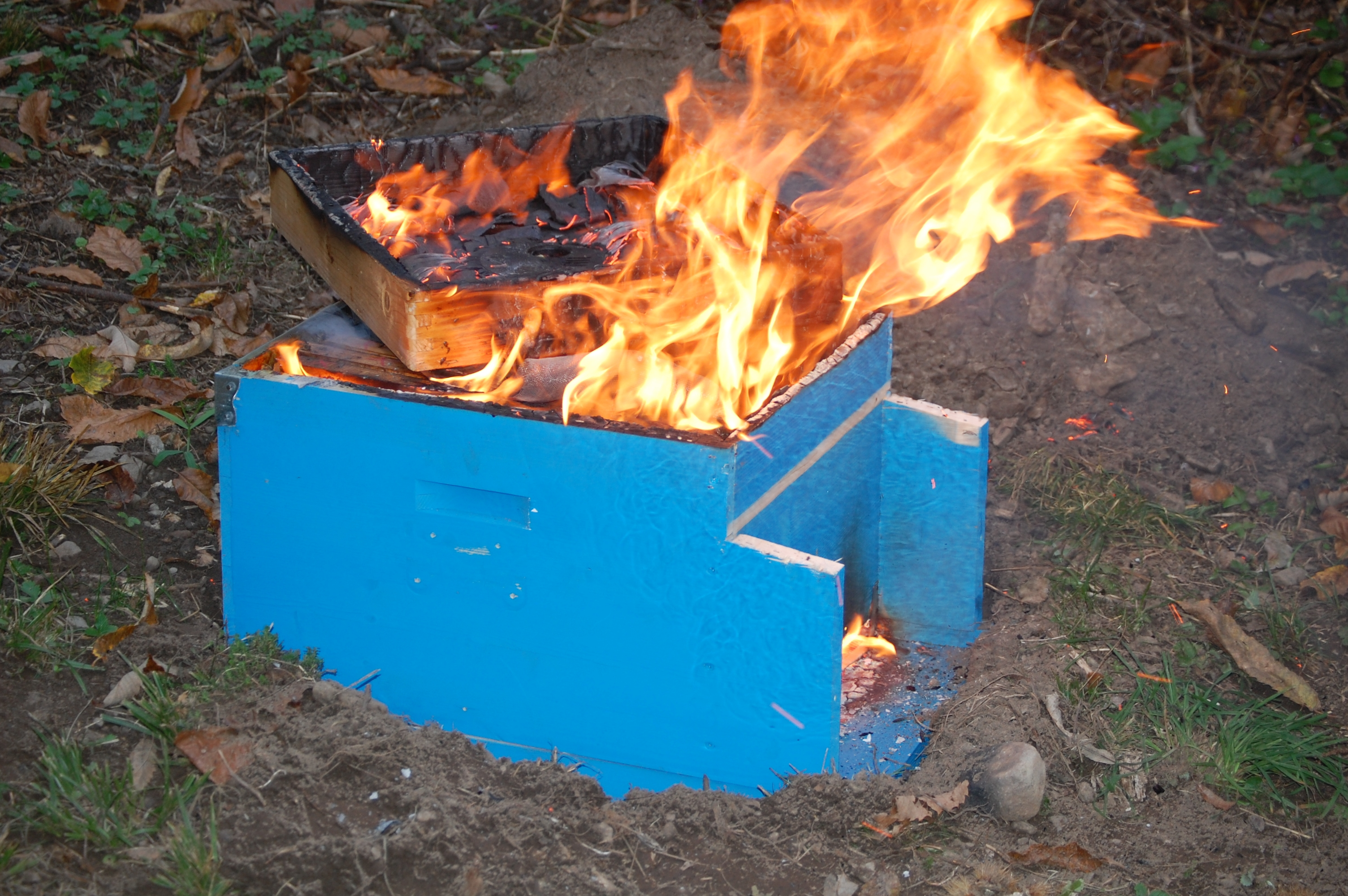
نحال قام بحرق الخلية بالكامل كطريقة للتخلص من هذا المرض

للعلاج المؤقت من الممكن استخدام المضادات الحيوية مثل التراميسين أو بعض مركبات الكبريت مثل السلفاتيازول أو السلفديازين مع المحاليل السكرية ويعتبر هذا علاج مؤقتاً إذ إن المرض يعود للظهور بعد التوقف من المعالجة إلا أن الطرق الحديثة المستعملة حالياً تعتمد أساساً على طريقة كينبي وتعديلاتها والتي تتلخص بالخطوات التالية:
1. نقل نحل الطائفة المصابة إلى خلايا جديدة بعد إضافة براويز شمع جديد لها.
2. إغلاق بوابة الخلايا الجديدة لمدة ثلاثة أيام لإجبار النحل على استهلاك ما يخزنه من عسل ملوث في حويصلاته.
3. حرق أقراص المصابة ومخلفات الخلية القديمة.
4. تعقيم الخلية القديمة باللهب المباشر بواسطة مطلق لهب خاص ثم تطهيرها بالفورمولين بنسبة 25%.

## مقارنة مع تعفن الحضنة الأوروبي
الجدول في الأسفل يوضح أهم الأعراض كل من مرض تعفن الحضنة الأمريكي والأوروبي والفروق بينهما:
| م  | نوع الموازنة                              | مرض تعفن الحضنة الأوروبي                                                                               | مرض تعفن الحضنة الأمريكي                                                           |
| -- | ----------------------------------------- | --- | ---------------------------------------------------------------------------------- |
| 1  | العامل المسبب                             | Bacillus Pluton                                                                                        | Bacillus Larvae                                                                    |
| 2  | مظهر قفل العيون السداسية والأقراص الشمعية | الحضنة نافقة بالعيون المفتوحة                                                                          | الحضنة غير منتظمة والعيون غائرة الأغطية وتوجد حضنة نافقة بالعيون المغلقة           |
| 3  | الإصابة والتغطية                          | تصاب اليرقات وتظهر الإصابة قبل التغطية                                                                 | تصاب اليرقات وتظهر الإصابة بعد بدء النحل بالتغطية علي اليرقات                      |
| 4  | عمر اليرقات وقت النفوق                    | الاطوار الأولي في اليرقات والأطوار الأخيرة في العذاري                                                  | الاطوار الأخيرة لليرقات والأولي في العذاري                                         |
| 5  | شكل الأغطية وسلامتها على الحضنة النافقة   | توجد أغطية قليلة                                                                                       | توجد أغطية كثيرة متقبة وغائرة                                                      |
| 6  | لون الحضنة النافقة                        | تظهر في بدء الإصابة نقطة صفراء ثم تتلوث اليرقة بالبني بشكل متدرج                                       | يتحول لون اليرقة في الأبيض إلى البني ثم يغمق هذا اللون                             |
| 7  | مكونات الحضنة وشدة إلتصاقها عند رفعها     | تكون الحضنة مائية ثم تتحول إلى قشور، إذا شكت محتوياتها بإبرة أو عود ثقاب لا تمط محتويات اليرقة النافقة | مائية ثم لزجة، إذا شكت بإبرة أو عود ثقاب ثم سحب فإن محتوياتها تمط                  |
| 8  | ظهور القشور ومكانها                       | تكون القشور ملتوية في القاع وتظهر خلال جسمها القصبات الهوائية                                          | القشور الجافة تكون ممتدة علي الجدار الأسفل للعين السداسية                          |
| 9  | الرائحة الناتجة عن الحضنة النافقة         | تشبه رائحة السمك الفاسد                                                                                | تشبه رائحة الغراء الفاسد                                                           |
| 10 | الخطورة                                   | مرض معدي ولكنه غير مميت للطائفة وممكن معالجته بالمضادات الحيوية                                        | مرض وبائي وهو أخطر الأمراض التي تصيب الحضنة وتطبق عليه إجرائات الحجر الصحي الزراعي |